# Bergwaldprojekt
Bergwaldprojekt, a Catalunya conegut com a Projecte Boscos de Muntanya, és una organització sense ànim de lucre suïssa i d'àmbit europeu que té com a objectiu la preservació i la millora dels boscos i els paisatges de muntanya mitjançant l'organització d'estades de voluntariat a Suïssa, Alemanya, Àustria, Ucraïna i Catalunya.
La primera d'aquestes iniciatives es va realitzar l'any 1987 als Alps sota els auspicis de la secció suïssa de Greenpeace. El 1990 es va constituir la fundació suïssa Stiftung Berwgaldprojekt, que al llarg dels anys va estendre la seva participació en els boscos alemanys (1993), autríacs (1994), ucraïnesos (2006) i catalans (2007). A partir de 1998 va rebre el suport del Fons Mundial per la Natura (WWF) i actualment un terç del seu finançament és a través de fons governamentals, mentre que la resta l'obté de donacions privades i fundacions.
Les actuacions del projecte es basen en el manteniment, la cura i la protecció dels boscos mitjançant accions centrades en la silvicultura, la gestió forestal, la recuperació i restauració de camins i la bioenginyeria. També en tasques de difusió pública per a la millora i la conservació dels mateixos.

## Actuacions al Pirineu català
A Catalunya, aquesta iniciativa es va importar des de Suïssa l'any 2006 amb el nom de Projecte Boscos de Muntanya. Entre els anys 2007 —en què es va acabar de formalitzar la col·laboració amb el Parc Natural de l'Alt Pirineu— i el 2016 es van organitzar 320 estades de voluntaris al bosc amb una participació de més de 800 persones repartides en tasques a la Vall d'Aran, la Cerdanya i el Pallars Sobirà. Aquestes actuacions van comportar un impacte en 14 hectàrees de millores forestals, 35.000 metres quadrats de recuperació i manteniment de pastures, 45 batudes de seguiment de la població de gall fer comú, 200 metres de bioconstruccions contra l'erosió i les esllavissades de barrancs, 12 quilòmetres de camins forestals recuperats i 4,5 quilòmetres de recuperació de recs de muntanya.